# Tomiii 11
Tomás Pablo Blanch Toledo (Quinta de Tilcoco, Chile; 13 de junio de 2009-Quinta de Tilcoco, 30 de agosto de 2021), conocido por el pseudónimo de Tomiii 11, fue un youtuber, estudiante y celebridad de internet chileno.
Se hizo reconocido en España y Latinoamérica y tuvo resonancia en medios de comunicación, en gran parte por la campaña que se generó en internet y las redes sociales para que alcanzara el mayor número de suscriptores posible, debido al poco tiempo de vida que le quedaba por el cáncer cerebral que padecía. Además, ganó varios premios, entre los que destaca el Copihue de Oro de 2021, y los botones de plata, oro y diamante, certificaciones con las que YouTube reconoce el contenido de los creadores por alcanzar altas cifras dentro de su plataforma.
Tomás alcanzó los 3 millones de suscriptores en 24 horas, marcando un récord en YouTube. Su fallecimiento fue reseñado tanto en Chile como internacionalmente.

## Biografía

### Primeros años
Tomás nació en la comuna chilena de Graneros, en la Provincia de Cachapoal. Era hijo de Vicente Blanch, músico y cantante, y Carolina Toledo, y era el menor de dos hermanos. Tomás fue diagnosticado de un tumor cerebral a su temprana edad, el cual le generó problemas de movilidad en su brazo izquierdo y la pérdida de visión de su ojo derecho, razón por la cual usaba un parche en el mismo.
Pertenecía al escultismo y era miembro activo desde 2019 de la Asociación de Guías y Scouts de Chile, en el grupo de Mapulamngen, ubicado en Rancagua.

### YouTube
Tomás creó su canal en YouTube el 4 de enero de 2021, publicando su primer vídeo el 19 de marzo y tenía menos de cuarenta suscriptores, la mayoría de estos eran amigos o familiares. No fue hasta el 7 de abril que se viralizó la historia de Tomás, gracias a las redes sociales. A partir de entonces, se inició una campaña para que Tomás lograra el mayor número de suscriptores posible. Entre los que lo apoyaron y promocionaron se encontraban importantes youtubers como Dross Rotzank, el Rubius, AuronPlay, TheGrefg, Luisito Comunica, Ibai y otros. Aparte, el actor de doblaje Jesús Hernández, quien es la voz en español latino de Clarence, subió un vídeo donde le dedicaba a Tomás unas palabras de apoyo.
En un día, Tomás consiguió alrededor de tres millones de suscriptores, convirtiéndose en el canal que más suscriptores ha conseguido en un lapso de 24 horas. Su caso logró gran notoriedad en los medios de comunicación de los países de habla hispana, quienes documentaban su carrera. Tomás obtuvo varios premios, los cuales fueron el Copihue de Oro, el Giga Awards 2021 y los botones de plata, oro y diamante de YouTube.
Tras recibir el premio al «youtuber del año», Tomás dejó de aparecer y publicar contenido en YouTube y en sus otras redes sociales. El 18 de julio de 2021, Sofía, la hermana de Tomás, publicó una historia en Instagram donde aclaraba que desde su decimosegundo cumpleaños estaba delicado de salud y agradeció el apoyo recibido, por esto sus seguidores le mandaron mensajes de aliento esperando que se recuperara.

## Fallecimiento y legado
Tomás falleció en Rengo, sobre las 9:20 am del 30 de agosto de 2021, debido al cáncer cerebral que padecía,a la edad de 12 años.
La muerte de Tomás fue reseñada por medios locales e internacionales y comunidad de youtubers, realizando múltiples homenajes póstumos por parte de cibernautas a nivel mundial como expresiones del luto en línea, especialmente a través de las redes sociales en Internet. En esa línea, la Asociación de Guías y Scouts de Chile (AGSCH), realizó un comunicado en su cuenta de Twitter.

"Tomiii era miembro de nuestra institución y con mucha tristeza lo despedimos en su partida al Campamento Eterno. Gracias, Tomás, por tu alegría, entusiasmo y nunca darte por vencido. Nos dejas una enseñanza para la vida. #Tomiii11."
Guías y Scouts de Chile

Tras su fallecimiento, su padre informó que el canal de Tomiii 11 fue destinado a jóvenes que «sueñan con ser influencers» y de publicar recuerdos de Tomás. Además, internautas realizaron una campaña para que lograra el botón de diamante de YouTube, el cual lo obtuvo días después.
El 2 de septiembre de 2021, en la plataforma YouTube se publicó el video de su funeral, donde acudieron sus padres, amigos y familiares. Mientras que el 21 de septiembre se publicaría en el canal oficial de Tomás un video homenaje acompañada por una canción compuesta por su padre de fondo llamada «Yo quiero ser youtuber». Posteriormente, la familia de Tomás recibiría la placa de los 10 millones de suscriptores póstuma, en donde también se ha publicado un video al respecto.
Para finales de enero de 2022, fue reconocido y nombrado «ciudadano ilustre de Quinta de Tilcoco», por la municipalidad de dicha comuna.

## Distinciones

### Premios y nominaciones
| Año  | Premiación     | Trabajo nominado | Categoría               | Resultado | Ref.   |
| ---- | -------------- | ---------------- | ----------------------- | --------- | ------ |
| 2021 | Copihue de Oro | Tomiii 11        | Youtuber del año        | Ganador   | [ 62 ] |
| 2021 | Giga Awards    | Tomiii 11        | Mejor cuenta de YouTube | Ganador   | [ 63 ] |

### Reconocimientos
| Año  | Galardón | Galardón            | Otorgado por | Razón                                                                    | Ref.   |
| ---- | -------- | ------------------- | ------------ | ------------------------------------------------------------------------ | ------ |
| 2021 |          | Silver Play Button  | YouTube      | Por la cantidad de cien mil suscriptores en su canal de YouTube.         | [ 64 ] |
| 2021 |          | Golden Play Button  | YouTube      | Por la cantidad de un millón de suscriptores en su canal de YouTube.     | [ 65 ] |
| 2021 |          | Diamond Play Button | YouTube      | Por la cantidad de diez millones de suscriptores en su canal de YouTube. | [ 66 ] |